# Lede (Belgia)
Lede – miejscowość i gmina (gemeente) w Belgii, w Regionie Flamandzkim, w prowincji Flandria Wschodnia, w okręgu Aalst.

## Historia
Gmina Lede w obecnym kształcie powstała 1 stycznia 1977.

## Podział administracyjny
W skład gminy wchodzą cztery dzielnice (deelgemeente):
- Impe
- Oordegem
- Smetlede
- Wanzele

## Demografia
- Źródła:NIS, :od 1806 do 1981= według spisu; od 1990 liczba ludności w dniu 1 stycznia

1 stycznia 2024 całkowita populacja Lede liczyła 19 310 osób. Łączna powierzchnia gminy wynosi 29,89 km², co daje gęstość zaludnienia 646 mieszkańców na km².

## Współpraca
Miejscowość partnerska:
- Mesen, Flandria Zachodnia

## Transport
W miejscowości znajduje się stacja kolejowa Lede.